# Zodiac (film)
Zodiac è un film thriller del 2007 diretto da David Fincher.
La sceneggiatura della pellicola è tratta dai libri di Robert Graysmith dedicati al serial killer statunitense denominato Killer dello Zodiaco, che negli anni sessanta e settanta sconvolse la città di San Francisco (California).
Il film è stato presentato in concorso al 60º Festival di Cannes, tenutosi tra il 16 maggio e il 27 maggio 2007.

## Trama
Vallejo (California) 4 luglio 1969. È sera e la piccola cittadina nei pressi di San Francisco sta festeggiando il giorno dell'Indipendenza. La giovane Darlene Ferrin e un ragazzo, Mike Mageau, vanno in giro con l'auto di lei per mangiare qualcosa in un drive-in. Darlene propone di andare ad appartarsi al parcheggio di un parco isolato, poco distante, benché poco prima la giovane fosse stata intimorita dalla presenza di qualcuno, invisibile allo spettatore. Mentre si accingono ad amoreggiare, un'auto scura si posiziona dietro al loro veicolo e ne esce un individuo che punta loro addosso una torcia. Mike, pensando all'ispezione di un poliziotto, prepara i documenti da mostrargli ma l'individuo, armato di pistola, crivella la coppietta di colpi, poi si dilegua nel buio. L'aggressore telefona alla polizia per segnalare l'auto e le vittime, rivendicando sia l'azione al parco sia un duplice omicidio compiuto con lo stesso modus operandi l'anno prima (un'altra coppietta in auto, David Faraday e Betty Jensen) in una località poco distante, Lake Herman Road. Mike viene trovato gravemente ferito, ma ancora vivo, mentre Darlene è rimasta uccisa.
Il giorno dopo, la redazione del San Francisco Chronicle riceve una lettera da parte dell'assassino: è la rivendicazione (sgrammaticata) di ciò che ha fatto, risultante credibile poiché fornisce dettagli noti solo alla polizia, e reca minacce di altri omicidi qualora il giornale non darà spazio alla sua figura nelle prossime prime pagine. In aggiunta, la busta contiene anche un messaggio cifrato che (a dire del mittente) rivelerebbe l'identità del killer. Al momento della lettura, in sala riunioni sono presenti il cinico giornalista di cronaca nera Paul Avery, che si occuperà del caso, e il giovane vignettista Robert Graysmith, divorziato e padre di due figli, appassionato di enigmistica che rimane subito intrigato dalla vicenda. Il messaggio viene inviato alle maggiori agenzie di decrittazione del paese, compresa la CIA, ma, laddove tutti pensano a un metodo di alterazione del testo molto complicato, una normale coppia di enigmisti, leggendo la notizia, tenta in modo più semplice e riesce nella traduzione.
Paul Avery, che ha fatto conoscenza da poco con Graysmith, gliela mostra e insieme notano che, anziché contenere l'identità dell'assassino, il messaggio non è altro che il vaneggiamento di un pazzo che paragona gli uomini ad animali da uccidere in una caccia, in un "gioco pericoloso". Questa definizione rammenta a Graysmith un film con lo stesso titolo e trama di alcuni anni prima, La preda più pericolosa, indizio che farebbe pensare all'ispirazione diretta del killer. Il caporedattore riceve, intanto, un'altra lettera rivendicatrice, stavolta firmata con il simbolo di un mirino e un nome: Zodiac.
Contea di Napa, Lago Berryessa (California) 27 settembre 1969. Un'altra coppia, Bryan Hartnell e Cecelia Shepard, sta facendo un picnic in pieno giorno in un parco deserto. All'improvviso vengono sorpresi da un uomo armato di pistola, mascherato e vestito di nero (con, sopra il petto, il simbolo del mirino, lo stesso di Zodiac) che li lega entrambi, facendo pensare a una rapina. Nonostante Bryan cerchi di farlo ragionare, Zodiac estrae un coltello e li pugnala entrambi, dedicando, però, un maggior numero di coltellate alla ragazza. Infatti Bryan sopravvive, mentre Cecelia no. L'assassino, seguendo lo stesso schema, chiama la polizia e indica il luogo dell'omicidio.
San Francisco (California) 11 ottobre 1969. Il tassista Paul Stine prende sul suo taxi un uomo che gli chiede di portarlo nell'elegante quartiere di Presidio Heights. Una volta fermatasi l'auto, Zodiac fredda il tassista sparandogli alla testa. L'intera scena non resta ignorata: il colpo di pistola ha richiamato l'attenzione di alcuni ragazzini alla finestra di una villetta di fronte, che, da lontano, vedono un individuo in abiti scuri aggredire il guidatore e andarsene a piedi. Stavolta sono loro a chiamare la polizia, che accorre subito, pensando però a un episodio isolato di rapina. Sulla scena giungono il detective Dave Toschi e il suo collega Bill Armstrong e ben presto i due si rendono conto che non si tratta di una semplice rapina. Intanto, al Chronicle giunge un'altra lettera del killer, insieme ad un pezzetto di camicia insanguinata appartenente al tassista appena ucciso: è l'ennesima prova fornita dallo stesso Zodiac.
Il killer sembra risparmiare gli uomini, mentre non mostra nessuna pietà per le donne, tuttavia con l'ultima vittima, il tassista, sembra rompere lo schema fino a quel momento seguito. La polizia organizza un programma televisivo appositamente per Zodiac, in modo che il killer possa telefonare in diretta e parlare con Melvin Belli, avvocato richiesto proprio da Zodiac, che adesso dichiara di chiamarsi Sam. Sam afferma che soffre terribilmente di emicranie e che queste sono iniziate quando ha ucciso un bambino per la prima volta, ma riesce a trovare sollievo solo se uccide di nuovo. Viene fissato un incontro tra Sam e Melvin, ma senza successo, poiché Zodiac non si presenta. Una delle vittime sopravvissute, Bryan Hartnell, riascoltando la telefonata di Sam, comunica alla polizia che non si tratta del famoso serial killer. Il mattino seguente al Chronicle arriva un'altra lettera di Zodiac con altrettanti dettagli sul suo modus operandi. L'obiettivo del killer è far saltare uno scuolabus con dentro bambini, che chiama con un vezzeggiativo beffardo.
Dicembre 1969. Zodiac invia una lettera a Melvin Belli in cui gli chiede aiuto.
22 marzo 1970. Sull'highway un uomo ferma un'auto con a bordo una donna con la sua bimba e si offre di aggiustarle la ruota posteriore, in quanto, secondo lui, avrebbe i bulloni allentati. Dopo qualche decina di metri, la ruota si sgancia e l'uomo propone alla donna un passaggio verso la stazione più vicina. La donna accetta e sale in macchina: quando lo sconosciuto le annuncia che presto la ucciderà e lancerà fuori dall'auto la bimba, la donna, fuoricampo, riesce a saltare giù dall'auto e a salvare se stessa e la figlioletta.
Nei mesi successivi si susseguono lettere su lettere che Zodiac invia alle varie testate giornalistiche. Frattanto, Graysmith e Avery si fanno un'idea su chi possa essere il killer. Indagando, si rendono conto che Zodiac rivendica omicidi non suoi, solo per avere attenzione dalla stampa.
Ottobre 1970, un anno dopo gli omicidi. A Paul Avery viene recapitata una lettera di Zodiac, accompagnata da uno scampolo di stoffa insanguinata. La lettera contiene minacce di morte per Paul. Mentre Robert è ad un appuntamento con Melanie, che ha appena conosciuto, Paul deve incontrarsi con un informatore anonimo, che lo metterà al corrente di alcune notizie su Zodiac. Dopo l'incontro di Paul, tutte le TV nazionali trasmettono scoop su Zodiac: si dice che il primo omicidio del serial killer risalga al 1966. Avery, infatti, viene in possesso di una lettera, che presenta la stessa grafia di Zodiac, datata 1966.
Luglio 1971. Un uomo riferisce alla polizia che un suo collega, Leigh Allen, gli aveva confessato tutti i suoi progetti futuri, progetti che coincidono perfettamente con quelli di Zodiac. Toschi e Armstrong sembrano convincersi che questa sia la pista giusta da seguire.
4 agosto, Rodeo. La polizia incontra Leigh Allen, per parlargli riguardo a Zodiac. L'uomo sembra corrispondere alla descrizione del serial killer: alto, tarchiato, zoppicante. Le ulteriori indagini, però, rivelano che Allen non è Zodiac.
Un anno dopo. Un Paul Avery ubriaco fa richiesta alla polizia per essere il coordinatore principale sulle indagini di Zodiac, sostenendo di poter aiutare la polizia a inchiodare il serial killer. La polizia, nel frattempo, non ha abbandonato i sospetti su Allen e raccoglie quanto più materiale possibile sull'uomo.
14 settembre 1972, Santa Rosa. Toschi ed Armstrong, insieme alla polizia locale, si recano a casa di Allen, con un mandato di perquisizione. Gli agenti, una volta entrati, non trovano nessuno, se non parecchi roditori e armi da fuoco. Subito dopo, giunge lo stesso Allen, che viene condotto in centrale, ma il capo della polizia lo scagiona.
Quattro anni dopo. Bill Armstrong si dimette dalla omicidi per passare all'antifrode: il caso Zodiac lo ha destabilizzato e adesso vuole trascorrere più tempo con la sua famiglia. Robert Graysmith, intanto, ha sposato Melanie e ha avuto una bimba da lei. Il giovane va a far visita a Paul Avery, già da tempo dimessosi dal Chronicle: il cronista vive in una casa sull'acqua e non ha abbandonato lo stile sregolato. Robert esorta l'amico a scrivere un libro su Zodiac, nonostante siano passati anni e il killer sembri essere svanito nel nulla. Paul non solo non accetta la proposta, ma caccia Robert da casa sua.
Ottobre 1977. Robert e Dave vanno a pranzo insieme e Graysmith informa il detective delle ricerche circa Zodiac, che in tutti quegli anni ha portato avanti per conto personale. Le notizie del vignettista incuriosiscono parecchio Toschi, che inizia una collaborazione con Robert. Graysmith parte per Vallejo e qui consulta tutta la documentazione sul caso Zodiac. Robert intrattiene una conversazione con Toschi, al quale dice che la prima vittima di Zodiac, Darlene, conosceva sicuramente il suo assassino. Robert scopre anche che, prima che la lettera di Zodiac arrivasse a Melvin Belli nel dicembre del 1969, era giunta una sua telefonata, in data 18 dicembre, tramite la quale il killer annunciava di dover uccidere perché era il giorno del suo compleanno. Graysmith riceve una chiamata, in cui un uomo sconosciuto lo assicura di consegnargli Zodiac. Inoltre, gli rivela il vero nome di Zodiac: Rick Marshall. La telefonata misteriosa arrivata a Robert è stata fatta da Wallace Penny, che può consegnare a Graysmith un campione di scrittura di Marshall, in modo da confrontarlo con quello di Zodiac.
25 aprile 1978. I giornalisti del Chronicle avvertono Toschi che è arrivata una lettera di Zodiac, dopo anni di silenzio. Nella lettera, l'assassino sfida Dave, dichiarandosi più bravo di lui. Il capo della polizia, il capitano Marty Lee, gli toglie il caso e lo butta fuori dalla omicidi. Intanto, si diffonde la notizia che sia stato lo stesso Toschi ad aver scritto la lettera, solo per avere notorietà. Dave non vuole avere niente più a che fare con Zodiac e con Robert, per questo dice al giovane di non coinvolgerlo più nella faccenda.
4 agosto 1979. Graysmith incontra un uomo che ha lavorato come proiezionista in un cinema. L'uomo afferma di essere stato collega di Marshall, ma che lo stesso non ha mai scritto nessun manifesto. L'uomo dice di essere l'autore dei manifesti, quegli stessi che erano stati esaminati tramite perizia calligrafica. Robert si dirige a casa con l'idea che gli assassini siano due: uno scrive le lettere e l'altro esegue gli omicidi. Una volta rientrato a casa, Robert non trova nessuno: la sua famiglia non c'è. Su un biglietto, la moglie Melanie lascia scritto di essere andata via con i figli.
Graysmith fa visita in carcere a Linda, la sorella di Darlene, la seconda vittima di Zodiac. La donna racconta che ad un pittura-party, avvenuto dieci anni prima a casa della sorella, c'era un uomo, Leigh, che diceva di avere già ucciso. Robert rimane sconvolto dalla dichiarazione, poiché tutti i sospetti su Rick Marshall cadono.
Vano si rivela il tentativo di Robert di parlare con la polizia di Vallejo, perché nessuno ormai intende tornare ad indagare su un vecchio caso. Quindi il giovane decide di dedicarvisi da solo. Nel frattempo si è pure licenziato dal Chronicle. Una notte Robert va a casa di Dave, rivelandogli ciò che ha scoperto: Arthur Leigh Allen è nato il 18 dicembre, lo stesso giorno in cui aveva chiamato Melvin Belli, per dire che aveva necessariamente bisogno di uccidere poiché era il giorno del suo compleanno. Graysmith inizia a raccontare come secondo lui siano andati i fatti. Leigh Allen era il vicino di casa della sua vittima, Darlene Ferrin. L'uomo aveva partecipato anche al suo party-pittura e aveva persino comunicato ai parenti la morte della ragazza, novanta minuti dopo l'omicidio, anticipando anche la polizia. L'uomo era stato arrestato nel 1975, in seguito ad accuse di pedofilia, rimanendo in prigione per circa due anni, durante i quali non erano arrivate lettere da parte di Zodiac. Tutti gli indizi, dunque, sembrano condurre ad Allen. Solo le impronte e la calligrafia non trovano un sicuro riscontro. Per questo motivo, Dave non può provare che Allen sia Zodiac.
20 dicembre 1983, Vallejo. Robert entra in un negozio di ferramenta e si imbatte in Leigh Allen. Alla domanda di Allen «Posso aiutarla?», Robert risponde con un categorico «No» e si allontana, dopo aver fissato a lungo chi per lui è Zodiac. Il caso, adesso, è risolto per Graysmith, il quale, anni prima, aveva detto alla moglie Melanie che per lui sarebbe finita una volta che avesse guardato Zodiac negli occhi.
16 agosto 1991. Il libro di Robert Graysmith su Zodiac è diventato un bestseller. All'aeroporto della città di Ontario, un poliziotto di Vallejo incontra Micheal Mageau, il ragazzo scampato alla furia di Zodiac. L'agente mostra all'uomo delle foto segnaletiche, tra cui compare anche il viso di Allen, con la speranza che Mageau possa riconoscere qualcuno. Mike indica Allen come l'uomo che la notte del 4 luglio 1969 gli aveva sparato.
Il film si conclude con la spiegazione dei fatti che seguirono all’individuazione di Allen.

## Produzione

### Sviluppo
James Vanderbilt lesse il libro di Robert Graysmith Zodiac nel 1986, mentre era al liceo. Anni dopo, diventato sceneggiatore, ebbe l'opportunità di incontrare Graysmith e rimase affascinato dal folklore che circondava il killer Zodiac. Decise di provare a trasporre la storia in una sceneggiatura. Vanderbilt aveva sopportato brutte esperienze in passato in cui i finali delle sue sceneggiature erano stati cambiati e voleva avere più controllo sul materiale questa volta. Presentò il suo adattamento di Zodiac a Mike Medavoy e Bradley J. Fischer della Phoenix Pictures, accettando di scrivere una sceneggiatura se avesse potuto avere più controllo creativo su di essa.
Graysmith incontrò Fischer e Vanderbilt alla première del film Auto Focus di Paul Schrader, tratto dal libro di Graysmith uscito nel 1991 sulla vita e la morte dell'attore Bob Crane. Fu concluso un accordo che opzionò i diritti di Zodiac e Zodiac Unmasked quando divennero disponibili dopo aver languito in un altro studio per quasi un decennio. David Fincher fu la prima scelta come regista grazie al suo lavoro su Seven. Originariamente avrebbe dovuto dirigere un adattamento del romanzo The Black Dahlia di James Ellroy (in seguito girato da Brian De Palma) e immaginava una miniserie da cinque ore di $ 80 milioni con stelle del cinema. Quando questo sfumò, Fincher lasciò il progetto e passò a Zodiac.
Il regista fu attratto dalla storia dell'assassino perché aveva trascorso gran parte della sua infanzia a San Anselmo, nella contea di Marin, durante gli omicidi iniziali. «Ricordo di essere tornato a casa e di aver detto che la pattuglia della stradale aveva seguito i nostri scuolabus per un paio di settimane, e mio padre, che lavorava da casa, e che era molto secco, non uno che ammorbidiva le cose, si girò lentamente sulla sedia e disse: "Oh sì. C'è un serial killer che ha ucciso quattro o cinque persone, che si fa chiamare Zodiac, che ha minacciato di prendere un fucile di precisione e sparare agli pneumatici di uno scuolabus, e poi sparare ai bambini mentre scendono dal bus"». Per il giovane Fincher, il killer «era l'uomo nero definitivo». Il regista fu anche attratto dal finale irrisolto della sceneggiatura di Vanderbilt perché sentiva fosse fedele alla vita reale, poiché i casi non sempre sono risolti.
Fincher sentiva che il suo compito fosse di dissipare la statura mitica che il caso aveva assunto nel corso degli anni distinguendo chiaramente tra fatti e finzione. Disse a Vanderbilt che voleva che la sceneggiatura fosse riscritta con le ricerche fatte dai rapporti originali della polizia. Fincher scoprì che c'erano molte speculazioni e dicerie e volle intervistare le persone direttamente coinvolte nel caso di persona per vedere se credeva a quello che gli stavano dicendo. Fincher lo fece perché sentiva un onere di responsabilità nel fare un film che condannava qualcuno postumo.
Fincher, Fischer e Vanderbilt trascorsero mesi a intervistare testimoni, familiari di sospetti, investigatori in pensione e in servizio, le due vittime superstiti e i sindaci di San Francisco e Vallejo. Fincher ha dichiarato: "Anche quando facevamo le nostre interviste, parlavamo con due persone: una confermava alcuni aspetti della vicenda e un'altra li negava. Inoltre, è passato molto tempo, i ricordi sono influenzati e il diverso racconto delle storie cambiava la percezione, quindi quando c'era qualche dubbio seguivamo sempre con i rapporti della polizia". Nel corso della loro ricerca, Fincher e Fischer assunsero Gerald McMenamin, un esperto di linguistica legale e professore di linguistica alla California State University Fresno, per analizzare le lettere di Zodiac. A differenza degli esaminatori di documenti negli anni '70, si è concentrato sul linguaggio di Zodiac e su come formava le sue frasi in termini di struttura e ortografia.
Fincher e Fischer contattarono Metro-Goldwyn-Mayer per finanziare il film, ma i colloqui fallirono perché lo studio voleva che la durata del film fosse fissata a due ore e quindici minuti. Warner Bros. e Paramount Pictures concordarono di condividere i costi di produzione e furono più flessibili riguardo al tempo di esecuzione. I dirigenti erano preoccupati per la grande quantità di dialoghi, la mancanza di scene d'azione e il finale inconcludente.
Quando Dave Toschi incontrò Fincher, Fischer e Vanderbilt, Fincher gli disse che non avrebbe fatto un altro Dirty Harry (liberamente basato sul caso Zodiac). Toschi fu impressionato dalla loro conoscenza del caso e si rese conto che aveva imparato da loro. Toschi guardò Zodiac più volte e disse "Pensavo che Ruffalo avesse fatto un buon lavoro", ma anche che il film gli ricordava le vecchie frustrazioni sul fatto che il caso non era mai stato chiuso. Le vittime sopravvissute dello Zodiaco, Mike Mageau e Bryan Hartnell, furono consulenti del film.
Il film di Alan J. Pakula Tutti gli uomini del presidente è stato il modello per Zodiac dato che Fincher sentiva che era anche "la storia di un giornalista deciso a ottenere una storia ad ogni costo e di una persona che si improvvisa un giornalista investigativo. Il film è incentrato tutto sulla sua ossessione sul conoscere la verità." Come in quel film, non voleva passare il tempo a raccontare la storia di nessuno dei personaggi, concentrandosi invece su ciò che facevano riguardo al caso."
Vanderbilt era attratto dal fatto che Graysmith fosse passato da essere un fumettista a uno dei più importanti investigatori del caso. Ha presentato la storia come: "E se Garry Trudeau si fosse svegliato una mattina e avesse cercato di risolvere il Figlio di Sam"? Mentre lavorava alla sceneggiatura, divenne amico di Graysmith. I registi si assicurarono la collaborazione del Dipartimento di Polizia di Vallejo (uno degli organismi investigativi chiave dell'epoca) perché speravano che il film avrebbe ispirato qualcuno a farsi avanti con informazioni che avrebbero potuto aiutare a risolvere il caso.

### Casting
Una delle prime conversazioni di Fincher sul casting del film è stata con l'attrice Jennifer Aniston. Stava parlando di attori con cui aveva lavorato e di quelli che amava, e due dei suoi preferiti erano Gyllenhaal (The Good Girl) e Mark Ruffalo (Rumor Has It). Mentre studiava il film, Fincher considerò Jake Gyllenhaal per interpretare Robert Graysmith. Secondo il regista, "Mi è piaciuto molto in Donnie Darko e ho pensato: 'È una moneta a due facce interessante, può fare l'ingenuo ma può anche fare il posseduto'". In preparazione per il suo ruolo Gyllenhaal incontrò Graysmith e lo riprese per studiarne i modi e il comportamento.
Inizialmente, Mark Ruffalo non era interessato al progetto, ma Fincher voleva che interpretasse David Toschi. Ha incontrato l'attore e gli ha detto che stava riscrivendo la sceneggiatura. "Ho amato quello che stava dicendo e amato dove stava andando con esso", ricorda l'attore. Per la ricerca, ha letto tutte le relazioni sul caso e ha letto tutti i libri sull'argomento. Ruffalo ha incontrato Toschi e ha scoperto che aveva "il perfetto ricordo dei dettagli e quello che è successo, quando, dove, chi era lì, cosa indossava. Sapeva sempre cosa indossava. Penso che sia impresso in chi è ed è stato un grosso problema per lui."
Fincher ha detto di aver pensato ad Anthony Edwards per il ruolo dell'ispettore William Armstrong perché "sapevo che avevo bisogno della persona più rispettabile che potessi trovare, perché sarebbe stato il bilancio del film. In un modo strano, questo film non esisterebbe senza Bill Armstrong: tutto ciò che conosciamo del caso Zodiac, lo sappiamo grazie ai suoi appunti, quindi, nel casting della parte, volevo avere qualcuno che fosse totalmente affidabile".
Originariamente, Gary Oldman doveva interpretare Melvin Belli ma "si è preso molto disturbo, avevano degli strumenti, ma fisicamente non avrebbe funzionato, non aveva la circonferenza", ha detto Graysmith. Brian Cox è stato scelto per il cast. Lee Norris ha interpretato il Mike Mageau del 1969 e Jimmi Simpson ha interpretato la versione più vecchia del personaggio.

### Effetti visivi
Digital Domain ha gestito la maggior parte degli oltre 200 effetti del film, tra cui pozze di sangue e impronte di sangue trovate nelle scene del crimine. Per l'omicidio di Cecelia Shepard che ha avuto luogo a Lake Berryessa, sono state aggiunte gocce di sangue e macchie di indumenti in post-produzione. Fincher non voleva sparare sangue con effetti pratici perché asciugare tutto dopo ogni ripresa avrebbe impiegato troppo tempo, così le sequenze di omicidio furono eseguite con sangue CG.
La CG è stata anche utilizzata per ricreare il quartiere a San Francisco di Washington e Cherry Streets dove il tassista Paul Stine fu ucciso. L'area era cambiata significativamente nel corso degli anni e gli abitanti non volevano che l'omicidio fosse ricreato nel loro quartiere, quindi Fincher ha girato la sequenza su un blue screen. Lo scenografo Donald Burt ha fornito al team di effetti visivi i disegni dettagliati dell'incrocio com'era nel 1969. Le fotografie di ogni angolo possibile dell'area sono state scattate con una fotocamera digitale ad alta risoluzione, consentendo all'equipe di effetti di costruire modelli geometrici basati su computer di case che sono state poi strutturate con facciate d'epoca. Le motociclette della polizia vintage 3D, macchine della squadra, un camion dei pompieri e lampioni sono stati aggiunti allo scatto finale.
Molte delle riprese del film della Bay Area degli anni '70 sono state create dalla casa degli effetti della Marin County Matte World Digital. Le "riprese dall'elicottero" del cielo carico di fuochi d'artificio sopra Vallejo, il lungomare di San Francisco, e la ripresa dall'alto del taxi che attraversava San Francisco erano CG, così come la ripresa verso il basso del traffico dalla torre del Golden Gate Bridge. Una sequenza time-lapse della costruzione della Transamerica Pyramid era un ibrido di pittura di sfondi 2D e 3D, creato utilizzando le foto di riferimento della Piramide prelevate dal tetto del Sentinel Building di Francis Ford Coppola. Supervisore degli effetti visivi MWD Craig Barronha ha ricercato la costruzione della piramide per precisione.

### Cast
- Mark Ruffalo è Dave Toschi (Steve McQueen si è ispirato alla figura di Dave Toschi per il suo personaggio nel film Bullitt, ricalcando in maniera particolare il modo con cui Toschi portava la pistola[2]).
- Robert Downey Jr. è il giornalista Paul Avery.
- Jake Gyllenhaal è il vignettista Robert Graysmith.

## Accoglienza

### Incassi
Distribuito in 2,362 sale il 2 marzo 2007, il film incassò 13.3 milioni di dollari nel primo weekend d'apertura, piazzandosi secondo nella classifica degli incassi al botteghino. Il film venne sorpassato da Svalvolati on the road e vide un declino di oltre un 50% degli incassi nel suo secondo weekend, perdendo il confronto con il concorrente 300. Globalmente Zodiac incassò 33 milioni di dollari in Nord America e 51 milioni nel resto del mondo, per un totale di 84 milioni di dollari.

### Critica
Secondo il critico cinematografico Pino Farinotti il film non focalizza le sue attenzioni sull'assassino, ma sui personaggi che girano intorno a lui in un thriller atipico, mentre secondo Il Morandini è sobrio e non prolisso nonostante la sua durata.
Sull'aggregatore di recensioni Rotten Tomatoes il film ha un indice di gradimento del 90% con una media di voto di 7,7/10, basato su 263 critiche professionali. Sul sito Metacritic il film ha ricevuto, invece, un punteggio di 78/100, basato su 40 recensioni professionali. Nonostante all'epoca il film non ebbe un vasto successo di pubblico né tantomeno di critica, in quanto completamente ignorato dalla stampa specializzata e dell'Academy Awards, nel corso del tempo l'opera di Fincher è stata rivalutata, diventando di fatto un cult del ventunesimo secolo.

## Riconoscimenti
- 2008 – Empire Awards[10]
  - Candidatura al miglior film
  - Candidatura al miglior regista a David Fincher
  - Candidatura al miglior thriller
- 2007 – Festival di Cannes[1]
  - Candidatura alla Palma d'Oro a David Fincher
- 2007 – Satellite Award[11]
  - Candidatura al miglior attore non protagonista a Brian Cox
  - Candidatura alla miglior sceneggiatura non originale a James Vanderbilt
  - Candidatura alla miglior fotografia a Harris Savides
- 2007 – Teen Choice Awards[12]
  - Candidatura al miglior attore in un film horror/thriller a Jake Gyllenhaal
- 2008 – Writers Guild of America Award[13]
  - Candidatura alla miglior sceneggiatura adattata a James Vanderbilt